# Blessthefall
Blessthefall (Eigenschreibweise blessthefall bzw. BLESSTHEFALL) ist eine 2004 gegründete Post-Hardcore-/Metalcore-Band aus dem US-amerikanischen Scottsdale.

## Geschichte

### 2004–2007: Gründung und Debütalbum
Gegründet wurde die Band Blessthefall im Jahr 2004 in der US-amerikanischen Stadt Scottsdale Nahe Phoenix, der Bundeshauptstadt Arizonas, von Rhythmusgitarrist Mike Frisby, Leadgitarrist Miles Bergsma, Schlagzeuger Matt Traynor, Bassist Jared Warth, Keyboarder Andrew Barr und Frontsänger Craig Mabbitt, als diese noch die High School besuchten. Andrew Barr verließ die Gruppe ein Jahr später, ebenso Leadgitarrist Miles Bergsma, welcher sich an das Berklee College of Music in Boston einschrieb. Mit Eric Lambert, der Bergsma an der Leadgitarre ersetzte, nahm die Band eine EP mit drei Stücken auf.
Durch ihre lokalen Auftritte mit Greeley Estates und ihre offene religiöse Orientierung brachte der Gruppe gute Presse sowie einen Plattenvertrag bei der Warner-Tochter Science Records ein. Es folgte eine Tournee mit Alesana und Norma Jean durch die Vereinigten Staaten und Kanada. Am 10. April 2007 erschien das Debütalbum His Last Walk, dass sich zwischenzeitlich knapp 65,000 mal in den USA verkaufte. Zwischen September und Oktober 2007 tourte die Band mit Escape the Fate, Dance Gavin Dance, LoveHateHero und Before Their Eyes. Auch tourte die Band mit Protest the Hero, All That Remains, sowie mit From First to Last, A Skylit Drive und Vanna. Im Sommer 2007 spielte die Gruppe erstmals auf der kompletten Warped Tour.

### 2007–2010: Sängerwechsel, Unterschrift bei Fearless Records und Witness
Während ihrer ersten Europatournee als Vorband von Silverstein Ende des Jahres 2007 verließ Sänger Craig Mabbitt während der Auftritte der Gruppe im Vereinigten Königreich die Band um mehr Zeit mit der Familie verbringen zu können. Bassist Jared Warth übernahm während der Tournee den Posten des Sängers. Als Mabbitt versuchte, wieder in die Band einzusteigen, verweigerten die übrigen Musiker dessen Wiedereintritt bei blessthefall. Mabbitt schloss sich daraufhin der Metalcore-Band Escape the Fate an, die kurz zuvor ihren Frontsänger Ronnie Radke aus der Band geworfen hatten. Das Management der Band versuchte Mabbitt zu überzeugen wieder in die Band einzusteigen, jedoch lehnte dieser eine erneute Aktivität mit der Band aufgrund persönlicher Differenzen kategorisch aus.
Ende September des Jahres 2008 wurde in Beau Bokan, dem ehemaligen Sänger von Take the Crown ein Ersatz für Mabbitt gefunden. Bokan veröffentlichte mit Take the Crown zwei EPs und ein Album, allerdings löste sich die Gruppe wegen der Abgänge zweier Musiker, mangelndem Management und finanzieller Probleme auf.
Nach ihrer Tournee mit Silverstein, Before Their Eyes und Norma Jean bezog die Gruppe mit Produzent Michael Baskette das Studio, um an ihrem zweiten Album zu arbeiten. Im gleichen Monat unterschrieb die Band einen Plattenvertrag bei Fearless Records. Im Sommer absolvierte die Band eine Tournee mit August Burns Red und Enter Shikari. Im Oktober erschien schließlich mit Witness das zweite Studioalbum. Es folgte eine Tournee mit Drop Dead, Gorgeous, Finch und Vanna. Im Juni 2010 spielten blessthefall erstmals Konzerte in Australien und Neuseeland, wo sie als Vorband für Saosin und Story of the Year zu sehen waren.

### 2010–2017: Zeit bei Fearless Records
Im Februar des Jahres 2011 gab Mike Frisby den Ausstieg aus der Band bekannt um sich anderweitig im Leben orientieren zu können. Seinen Platz nahm der frühere Before-Their-Eyes-Gitarrist Elliott Gruenberg ein. Im Mai gab Beau Bokan bekannt, das Blessthefall nicht an der Warped Tour teilnehmen und stattdessen an einem neuen Album arbeiten würden. Nur wenige Tage später begannen die Musiker mit Michael Baskette in Orlando, Florida mit den Arbeiten an ihrem dritten Album. Das Album, das den Namen Awakening trägt, erschien Anfang Oktober 2011.
Im Sommer spielte die Band auf der All Stars Tour mit Emmure, Motionless in White und Alesana. Es folgte eine Tournee mit Tonight Alive, Chunk! No, Captain Chunk! und The Word Alive. Im Oktober des Jahres 2012 wurde bekannt, dass die Musiker mit dem Verfassen neuer Stücke für ihr inzwischen viertes Album begonnen haben. Die Studioarbeiten begannen Mitte April 2012 und dauerten ungefähr vier Wochen. Als Produzent wurde Joey Sturgis verpflichtet. Hollow Bodies, das vierte Studioalbum der Band erschien im August gleichen Jahres, setzte knapp 22.000 Tonträger innerhalb der ersten Verkaufswoche in den Vereinigten Staaten ab und stieg somit auf Platz 15 in den nationalen Albumcharts ein.
In den Jahren 2013 und 2015 spielte die Gruppe auf der kompletten Warped Tour. Im Mai des Jahres 2015 kündigten die Musiker Arbeiten an ihrem fünften Studioalbum an. To Those Left Behind wurde im September gleichen Jahres auf dem Markt gebracht. Im September des Jahres 2016 wurde bekanntgegeben, dass die Band mit Crown the Empire, New Years Day und Too Close to Touch auf Tournee gehen wird. Den Sommer 2017 tourte die Band abermals auf der Warped Tour.

### Seit 2018: Unterschrift bei Rise Records
Ende Januar 2018 unterschrieb die Gruppe einen Plattenvertrag bei Rise Records und kündigten ihr inzwischen sechstes Studioalbum Hard Feelings für den März gleichen Jahres an. Im April und Mai 2018 ist die Band im Vorprogramm von Black Veil Brides und Asking Alexandria zu sehen.

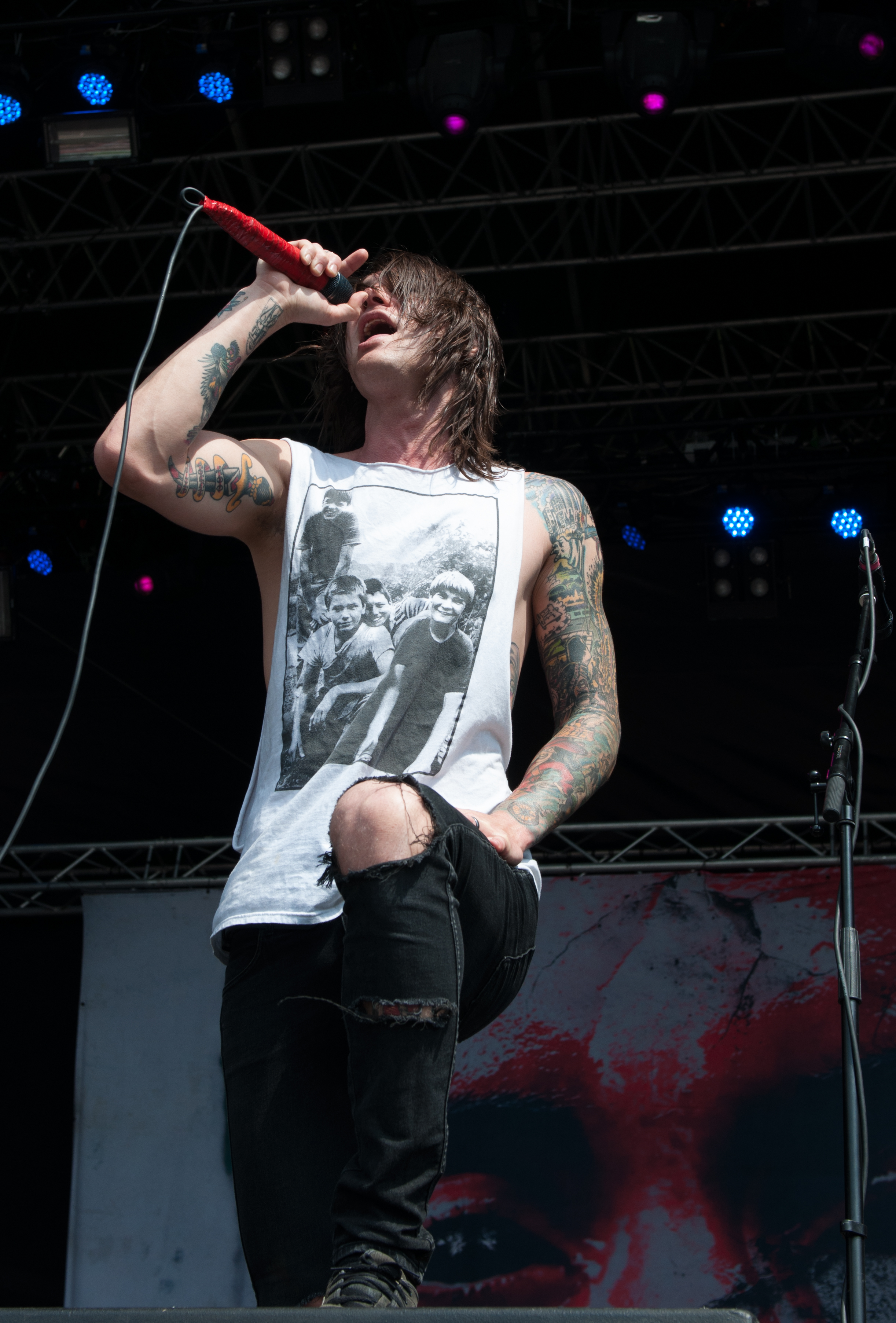
Beau Bokan (2014)
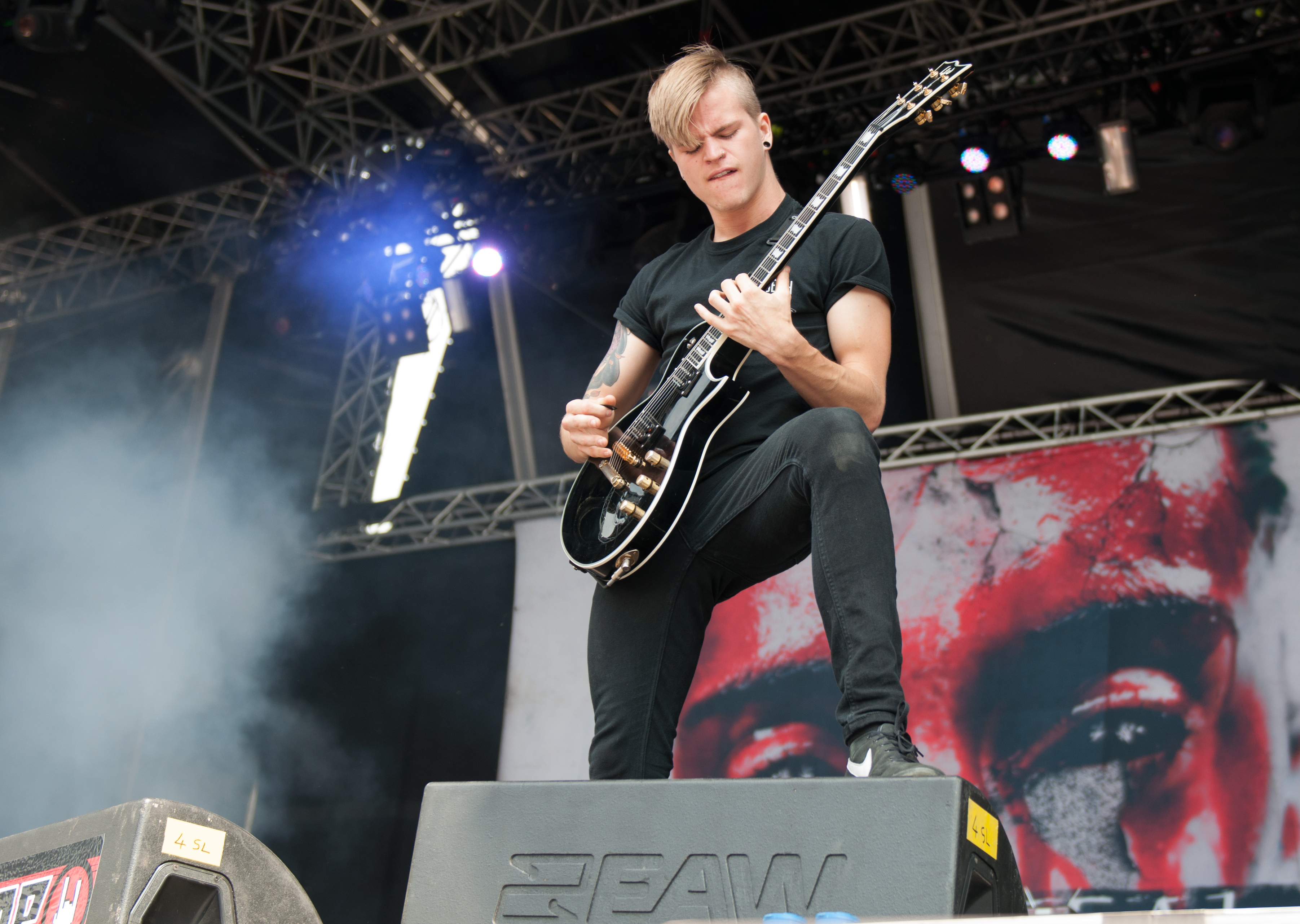
Elliott Gruenberg (2014)
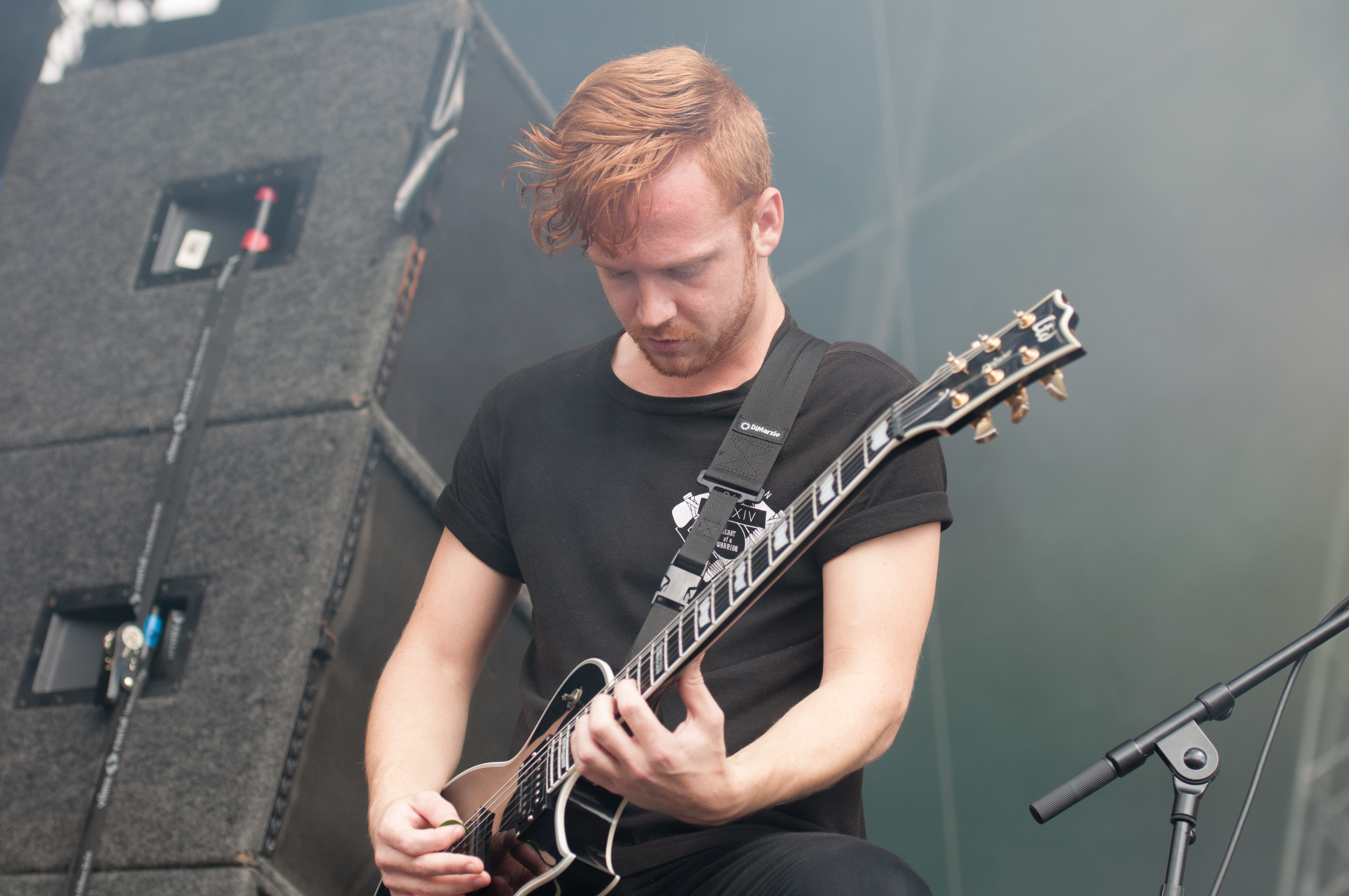
Eric Lambert (2014)
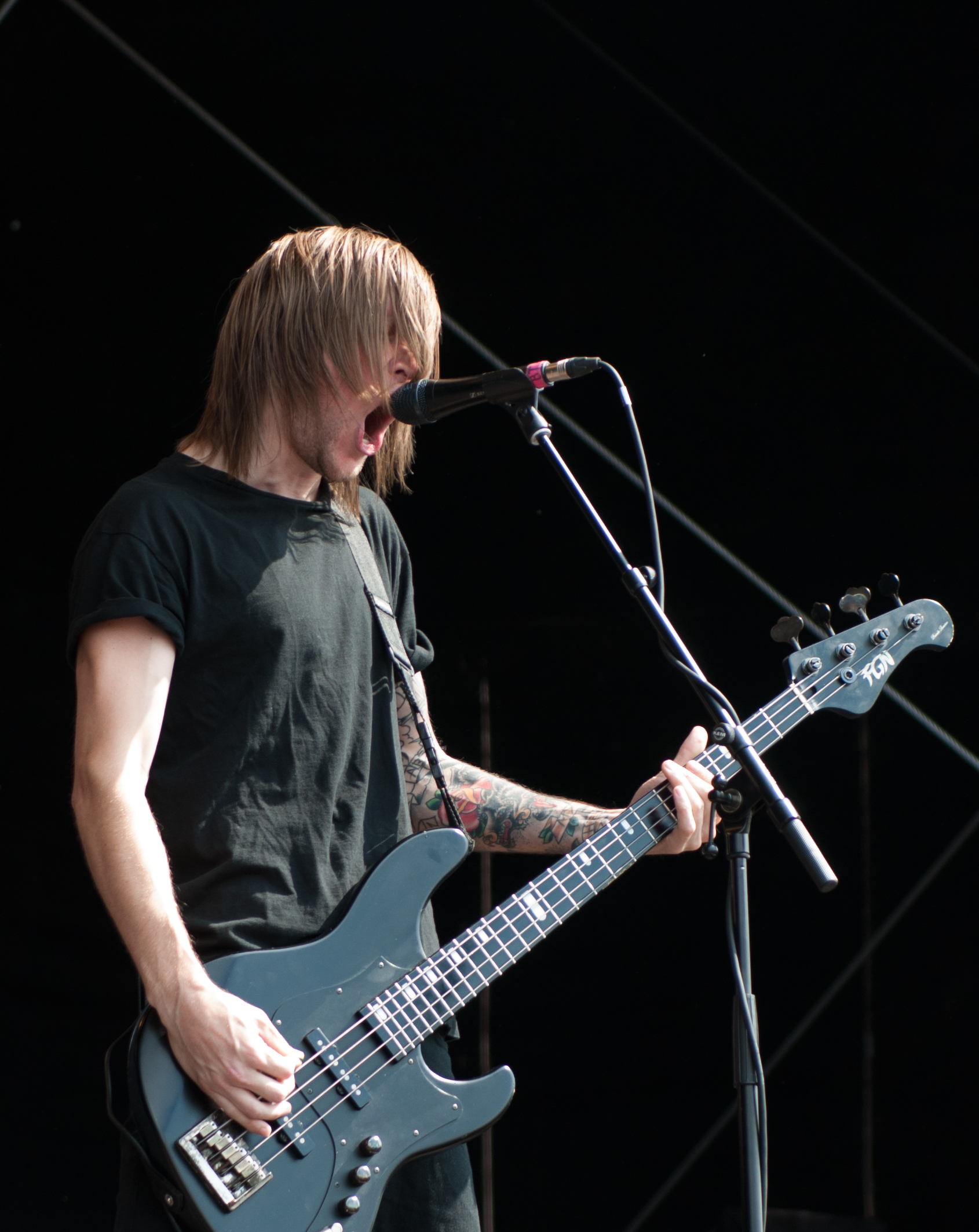
Jared Warth (2014)

## Diskografie

### Alben
- 2007: His Last Walk (Science Records/Record Collection)
- 2009: Witness (Fearless Records)
- 2011: Awakening (Fearless Records)
- 2013: Hollow Bodies (Fearless Records)
- 2015: To Those Left Behind (Fearless Records)
- 2018: Hard Feelings (Rise Records)

### EPs und Demos
- 2005: Black Rose Dying (EP) (Eigenproduktion)
- 2006: Blessthefall (EP) (Science Records)
- 2008: I Wouldn’t Quit If Everyone Quit (Single)  (Science Records)
- 2011: Promised Ones (Single) (Fearless Records)